# President del Consell de Ministres de l'URSS

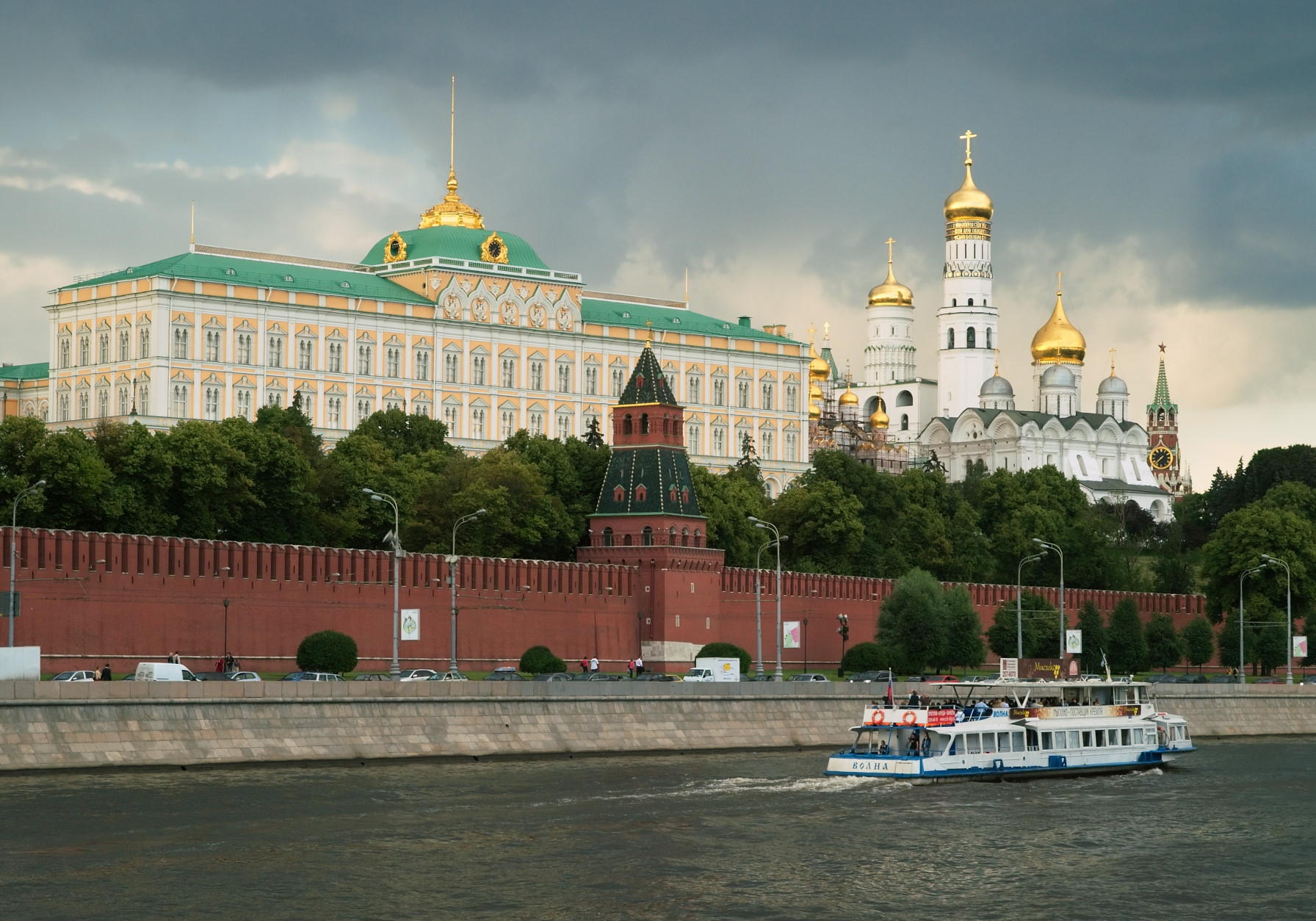
Vista del Kremlin de Moscou, seu del govern de l'URSS

President del Consell de Ministres de l'URSS (en rus Председатель Совета Министров СССР, Predsedàtel Soveta Minístrov SSSR) fou la denominació que va rebre el cap de govern de la Unió Soviètica entre 1946 i 1991. Prèviament, entre 1923 i 1946, la denominació era President del Consell de Comissaris del Poble de l'URSS. Durant l'últim any d'existència de la Unió Soviètica el càrrec va deixar d'existir com a tal —juntament amb el Consell de Ministres mateix— i fou reemplaçat pel de Primer Ministre de l'URSS. El President del Consell de Ministres era elegit dintre d'aquest òrgan col·legiat i podia ser rellevat pel Presídium del Soviet Suprem, cap d'Estat col·lectiu.
A càrrec del President del Consell de Ministres estava el poder executiu de l'Estat a nivell federal, ja que cada una de les repúbliques de l'URSS tenia el propi. Tot i això, el poder polític estava a mans del Secretari General del Partit Comunista de la Unió Soviètica (PCUS); les decisions més importants es prenien de comú acord amb el seu politburó. De fet, era comú que el Secretari General del PCUS ocupés algun dels dos càrrecs més importants del govern, la presidència del Consell de Ministres o bé la presidència del Presídium. Fins a Nikita Khrusxov fou comú que el Secretariat General del PCUS fóra el President del Consell de Ministres, però a partir de Leonid Bréjnev s'establí el costum que ocupés la presidència de l'Estat.

## Llista de caps de govern de la Unió Soviètica

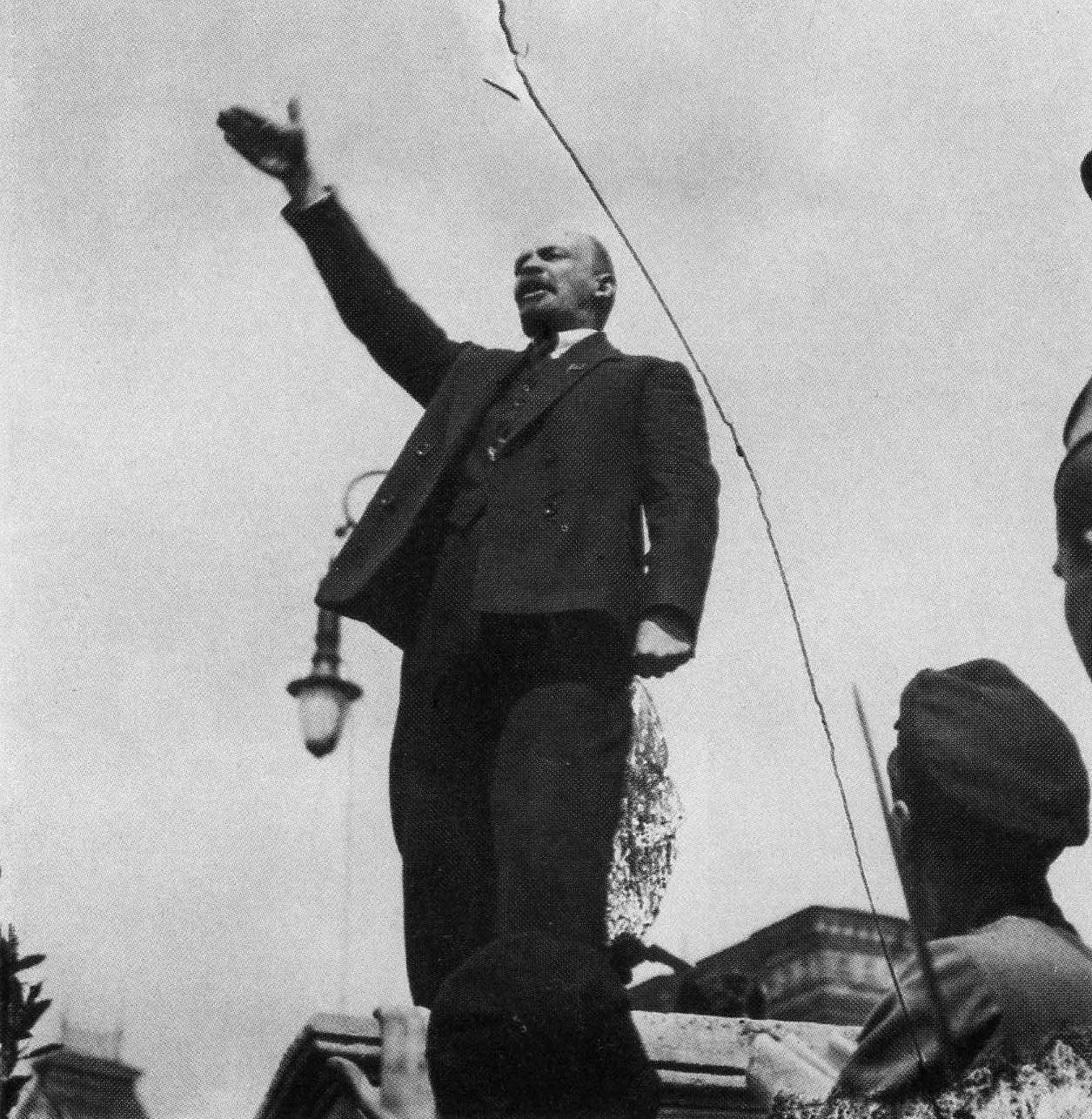
Vladímir Lenin

### President del Consell de Comissaris del Poble de l'URSS
- Vladímir Lenin (30 de desembre de 1922 - 21 de gener de 1924)
- Aleksei Ríkov (2 de febrer de 1924 - 19 de desembre de 1930)
- Viatxeslav Mólotov (19 de desembre de 1930 - 6 de maig de 1941)
- Ióssif Stalin (6 de maig de 1941 - 15 de març de 1946) (es reanomena el càrrec)

### President del Consell de Ministres de l'URSS
- Ióssif Stalin (19 de març de 1946 - 5 de març de 1953)
- Gueorgui Malenkov (6 de març de 1953 - 8 de febrer de 1955)
- Nikolai Bulganin (8 de febrer de 1955 - 27 de març de 1958)
- Nikita Khrusxov (27 de març de 1958 - 15 d'octubre de 1964)
- Aleksei Kosiguin (15 d'octubre de 1964 - 23 d'octubre de 1980)
- Nikolai Tíkhonov (23 d'octubre de 1980 - 27 de setembre de 1985)
- Nikolai Rijkov (27 de setembre de 1985 - 26 de desembre de 1990)

### Primer Ministre de l'URSS
- Valentín Pàvlov (1 de gener de 1991 - 22 d'agost de 1991) (cop d'Estat)

### Últims mesos de la Unió Soviètica
Després del cop d'Estat que va intentar aturar i reverir les reformes del president Mikhaïl Gorbatxov i havent participat en ell el primer ministre Valentín Pàvlov, el càrrec de Primer Ministre de l'URSS va quedar dissolt. Fou reemplaçat pel President del Comitè de Gestió Operativa de l'Economia Nacional, càrrec que el 20 de setembre de 1991 fou reanomenat President del Comitè Econòmic Interestatal per convertir-se finalment, el 14 de novembre del mateix any, en el de President del Comitè Econòmic Interestatal - Primer Ministre de la Comunitat Econòmica. La Unió Soviètica va deixar d'existir poc temps després, el 25 de desembre.
- Ivan Silaiev (6 de setembre de 1991 - 25 de desembre de 1991) (dissolució de l'URSS)